# Classe Shershen
La classe Shershen, nome in codice NATO del Project 206 sovietico, è una classe di motosiluranti costruite dall'Unione Sovietica a partire dal 1960 e largamente esportate nei paesi amici e alleati.

## Caratteristiche

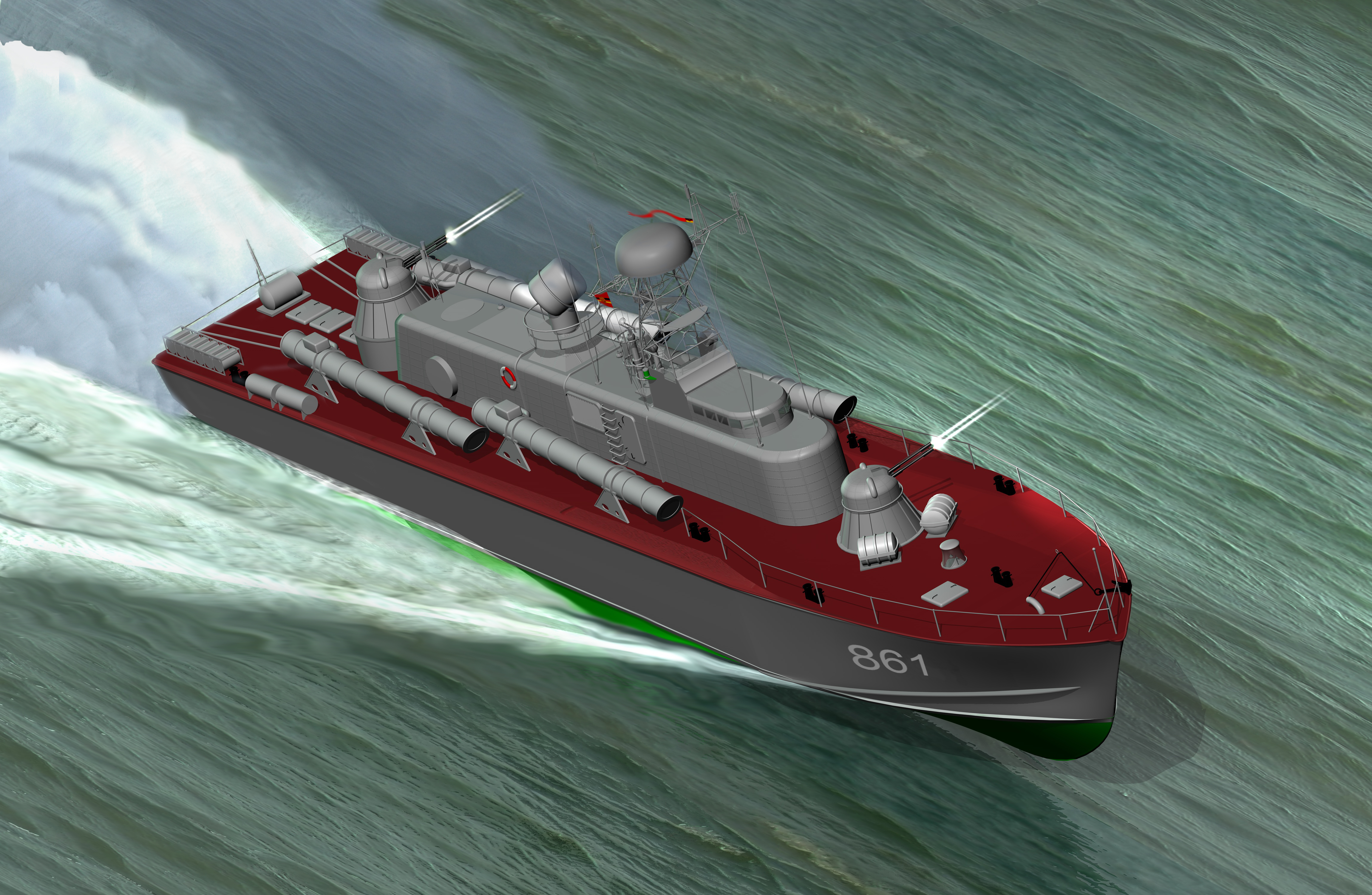
Ricostruzione grafica di una Shershen.

Lo scafo delle Shershen misura 34,08 metri di lunghezza fuori tutto, 6,72 m di larghezza massima e 1,45 m di pescaggio; il dislocamento standard è di 148 t, cifra che sale a pieno carico tra le 161 e le 172 t, a seconda della configurazione della singola unità.
Il sistema propulsivo è basato su tre motori diesel M-503A da 4.000 hp l'uno, montati ciascuno su un proprio albero motore, e capaci di una velocità massima sviluppata alle prove di 45 nodi (83 km/h); l'autonomia delle unità alla velocità di crociera di 30 nodi (56 km/h) ammonta a 850 miglia nautche (1.570 km), assicurata da un serbatoio capace di ospitare 30 t di carburante. L'alimentazione elettrica è garantita da tre generatori diesel da 28 kW. L'equipaggio si aggira tra i 20 e i 24 uomini, tra cui due ufficiali.
L'armamento principale delle Shershen consiste in quattro tubi lanciasiluri OTA-53-206M da 533 mm, disposti lungo le fiancate (due per lato) in impianti singoli e fissi; i siluri sono lanciati tramite una carica elettrica e, a seconda della versione, possiedono una propria capacità di inseguimento del bersaglio, tramite i dati forniti da un radar MR-102 "Baklan" (codice NATO: Pot Drum) con una capacità di scoperta di 18-20 miglia nautiche (33–37 km). Le Shershen sono inoltre dotate di due mitragliere da 30 mm AK-230, a doppia canna e attivazione automatica gestita da un sistema radar MR-104 "Rys" (codice NATO: Drum Tilt), installate in altrettanti impianti a prua e a poppa e con funzione principalmente di difesa antiaerea; sempre in funzione antiaerea le unità possono essere dotate di un sistema missilistico Strela-2, oppure ospitare dodici bombe di profondità BB-1 o sei mine navali.

## Utilizzatori
La Marina militare sovietica ricevette in dotazione 87 unità della classe Shershen tra il 1960 e il 1970, in sostituzione delle precedenti Project 183 "Bolshevik" per operazioni sottocosta e in favorevoli condizioni di mare e copertura aerea; tutte furono radiate dal servizio entro i primi anni 1990.
Un gran numero di unità fu esportato in nazioni amiche e alleate:
- Angola: ricevette sei unità per la Marinha de Guerra Angolana, tutte radiate entro i primi anni 1990.
- Bulgaria: ricevette sette unità per la Voennomorski sili na Bălgarija a partire dal 1970; tutte furono radiate entro il 1992.
- Cambogia: ricevette una unità nel 1998, una Shershen dismessa dalla marina vietnamita, priva di radar e lanciasiluri.
- Capo Verde: ricevette due Shershen nel 1979, unità dismesse dalla marina sovietica, entrambe prive dei tubi lanciasiluri; le due unità furono poi radiate nei tardi anni 1980.
- Repubblica del Congo: ricevette una Shershen nel 1979, un'unità dismessa dalla marina sovietica e priva dei lanciasiluri; fu ritirata dal servizio attivo nel tardi anni 1980.
- Egitto: ricevette dall'URSS sette Shershen tra il 167 e il 1968; un'unità andò perduta durante la guerra dello Yom Kippur, mentre alla metà degli anni 1980 altre quattro videro rimpiazzati i loro lanciasiluri con altrettanti impianti lanciarazzi BM-21; nei tardi anni 1990 tutte le unità furono private degli armamenti pesanti e relegate a compiti di pattugliamento portuale.
- Germania Est: ricevette 18 unità tra l'ottobre del 1968 e l'ottobre del 1971, tutte assegnate alla 6ª Flottiglia siluranti della Volksmarine di base a Dranske; la radiazione dei battelli dal servizio attivo iniziò nel 1984 per concludersi all'inizio del 1990.
- Guinea: ricevette tre unità per la Marine de guerre de la Guinée tra il 1978 e il 1979, tutte prive dei lanciasiluri; furono tutte radiate nel 1993.
- Guinea-Bissau: ricevette una Shershen per l'Armada da Guiné-Bissau, un'unità ex sovietica donata dall'URSS nel dicembre 1978, senza i radar e i lanciasiluri; si ritiene tuttavia che l'imbarcazione non sia mai entrata pienamente in servizio con i nuovi proprietari.
- Jugoslavia: ricevette quattro Shershen dall'URSS oltre a produrne su licenza altre dieci; due unità furono catturate dalla Croazia nel 1991, una delle quali fu poi affondata in un'esercitazione della Marina militare croata nel 1994; le altre 12 unità furono radiate dal servizio attivo nel 1993.
- Vietnam: ricevette 16 Shershen, donate dall'URSS tra il 1973 e il 1980 e in servizio con la Hải quân nhân dân Việt Nam; la radiazione iniziò a partire dal 2000, e al luglio del 2006 solo quattro rimanevano in servizio attivo.

I sovietici produssero anche una versione semplificata delle Shershen, designata Project 206E (classe Mol in codice NATO) e concepita espressamente per l'export: di queste, due andarono all'Etiopia, due all'Iraq, quattro alla Somalia e quattro allo Sri Lanka.